# Kanesatake
Kanesatake eller Kanesatake Lands är ett mohawksamhälle med status liknande ett reservat i Kanada. Det ligger i regionen Laurentides och provinsen Québec, i den sydöstra delen av landet, 120 km öster om huvudstaden Ottawa. Markägandet i området är omstritt och ledde till Okakrisen 1990. Två personer dödades i en marktvist som handlade om en utbyggnad av en golfbana på en gammal mohawkisk gravplats.